# CQG
CQG (Commodities/Comprehensive Quote Graphics) — частная американская компания, основана в 1980 г. Сфера деятельности — поставщик биржевой информации, разработка программных средств для технического анализа и электронной торговли. CQG специализируется в основном на фьючерсных рынках, однако вместе с тем предоставляет исторические данные и данные в реальном времени с более чем 100 бирж Северной Америки, Южной Америки, Европы, Азии и Австралии. В том числе CME, CBOT, NYSE, NYMEX, LIFFE, LSE, SGX, SFE и Euronext, а также финансовые новости от ряда поставщиков.
Офисы и представительства компании расположены в ряде стран: США, Россия, Украина, Великобритания, Германия, Австралия, Япония, Сингапур.
К настоящему времени CQG предоставляет два основных продукта: CQG Integrated Client (интегрированный клиент CQG) — полнофункциональный клиент со всеми имеющимися инструментами для анализа данных и торговли, и CQG Trader, который в основном даёт возможность вести электронную торговлю. CQG также предоставляет программный интерфейс, через который можно экспортировать данные в режиме реального времени в сторонние приложения для анализа и постановки ордеров.